# クイアバ
クイアバ (Cuiabá [kujaˈba]) は、ブラジルの都市でマットグロッソ州の州都。ブラジルの中西部、南アメリカ大陸のほぼ中心に位置する。日本語では「クヤバ」と表記されることがあるが、ポルトガル語による実際の発音は最後のAに発音記号があるため「クイアバー」となっている。パンタナール自然保護区への玄関口でもある。

## 歴史

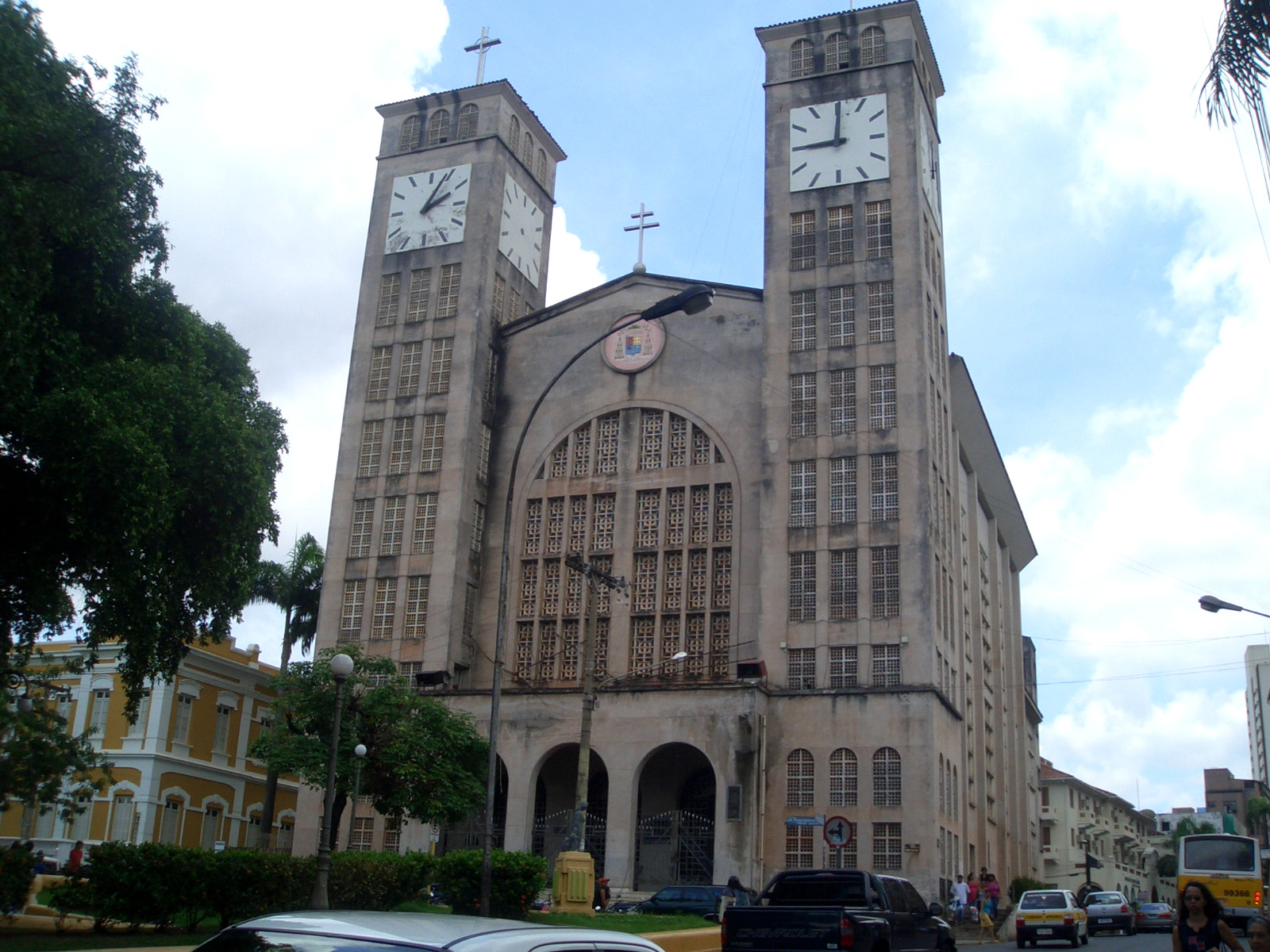
大聖堂

18世紀前半、金鉱の発見にともなって形成された集落が起源となる。1835年にはマット・グロッソ州の州都になった。先住民との抗争や、19世紀後半におけるパラグアイとの戦争（三国同盟戦争）などで一時は荒廃するが、徐々に都市化が進んでいった。
20世紀に入りブラジル内陸部の主要都市の1つとなり、豊富な自然を目的に来る諸外国からの観光客も増加している。なお、2014 FIFAワールドカップの開催都市の一つであった。

## 地理

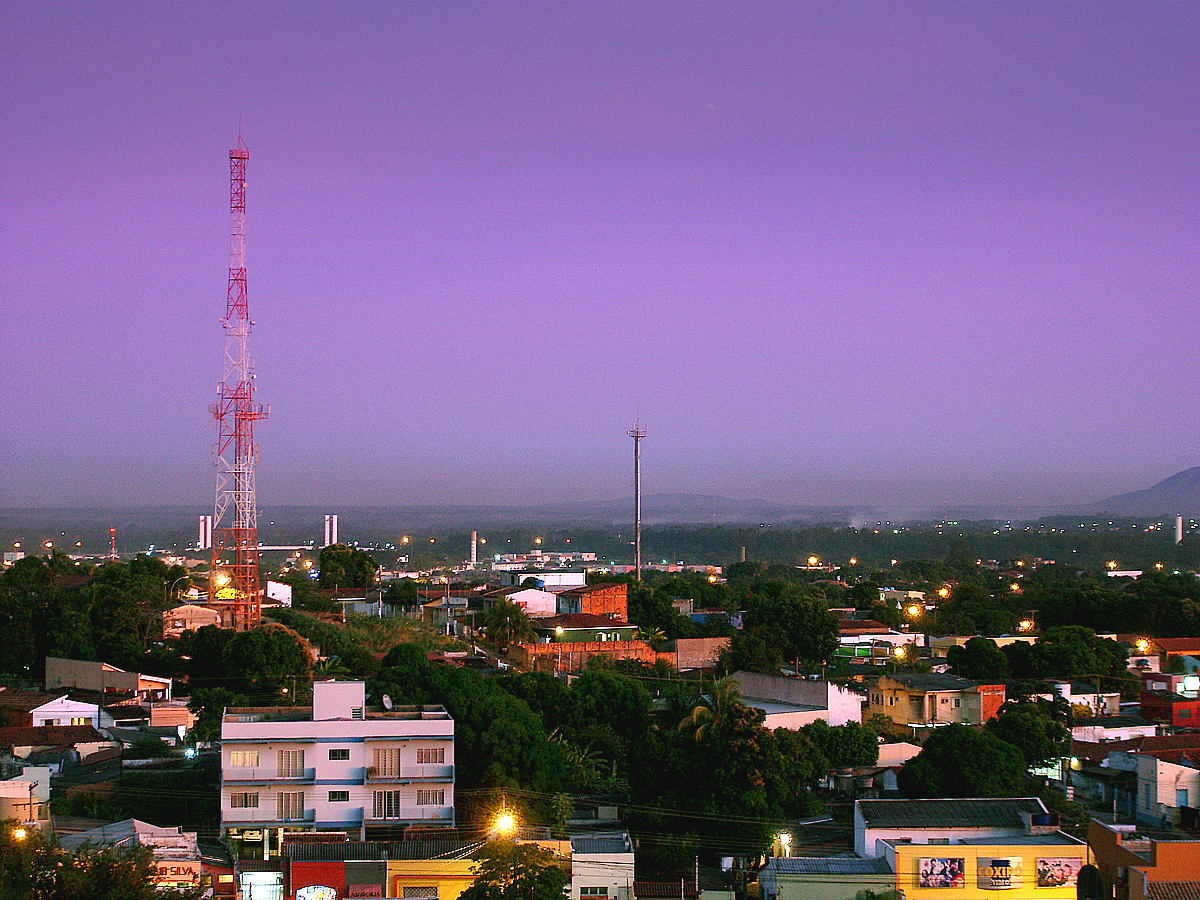
クイアバの夕焼け

ブラジルの内陸部に位置する、パラグアイ川の支流であるクイアバ川沿いの都市である。川を下ると、ボリビアとの国境に近いコルンバへと達する。

## 気候
ケッペンの気候区分ではサバナ気候（Aw）に属する。
| クイアバの気候                                                     | クイアバの気候 | クイアバの気候 | クイアバの気候 | クイアバの気候 | クイアバの気候 | クイアバの気候 | クイアバの気候 | クイアバの気候 | クイアバの気候 | クイアバの気候 | クイアバの気候 | クイアバの気候 | クイアバの気候   |
| 月                                                                 | 1月            | 2月            | 3月            | 4月            | 5月            | 6月            | 7月            | 8月            | 9月            | 10月           | 11月           | 12月           | 年               |
| ------------------------------------------------------------------ | -------------- | -------------- | -------------- | -------------- | -------------- | -------------- | -------------- | -------------- | -------------- | -------------- | -------------- | -------------- | ---------------- |
| 最高気温記録 °C （°F）                                             | 37 (99)        | 37 (99)        | 38 (100)       | 37 (99)        | 37 (99)        | 37 (99)        | 37 (99)        | 40 (104)       | 40 (104)       | 42 (108)       | 38 (100)       | 43 (109)       | 43 (109)         |
| 平均最高気温 °C （°F）                                             | 32.6 (90.7)    | 32.6 (90.7)    | 32.9 (91.2)    | 32.7 (90.9)    | 31.6 (88.9)    | 30.7 (87.3)    | 31.8 (89.2)    | 34.1 (93.4)    | 34.1 (93.4)    | 34.0 (93.2)    | 31.1 (88)      | 32.5 (90.5)    | 32.56 (90.62)    |
| 日平均気温 °C （°F）                                               | 26.7 (80.1)    | 25.3 (77.5)    | 26.5 (79.7)    | 26.1 (79)      | 24.6 (76.3)    | 23.5 (74.3)    | 22.0 (71.6)    | 24.7 (76.5)    | 26.6 (79.9)    | 27.4 (81.3)    | 27.2 (81)      | 26.6 (79.9)    | 25.6 (78.09)     |
| 平均最低気温 °C （°F）                                             | 23.2 (73.8)    | 22.9 (73.2)    | 22.9 (73.2)    | 22.0 (71.6)    | 19.7 (67.5)    | 17.5 (63.5)    | 16.6 (61.9)    | 18.3 (64.9)    | 22.1 (71.8)    | 22.0 (71.6)    | 22.9 (73.2)    | 23.0 (73.4)    | 21.09 (69.97)    |
| 最低気温記録 °C （°F）                                             | 18 (64)        | 15 (59)        | 17 (63)        | 12 (54)        | 7 (45)         | 7 (45)         | 6 (43)         | 7 (45)         | 10 (50)        | 10 (50)        | 12 (54)        | 12 (54)        | 6 (43)           |
| 降水量 mm （inch）                                                 | 209.9 (8.264)  | 199.0 (7.835)  | 171.4 (6.748)  | 123.1 (4.846)  | 53.9 (2.122)   | 15.9 (0.626)   | 9.6 (0.378)    | 11.4 (0.449)   | 58.0 (2.283)   | 115.0 (4.528)  | 154.4 (6.079)  | 193.5 (7.618)  | 1,315.1 (51.776) |
| % 湿度                                                             | 78             | 80             | 80             | 79             | 75             | 72             | 64             | 60             | 59             | 68             | 74             | 77             | 72.2             |
| 出典1：Hong Kong Observatory (average temperatures, precipitation) |                |                |                |                |                |                |                |                |                |                |                |                |                  |
| 出典2：Weatherbase (extremes, humidity, October average low)       |                |                |                |                |                |                |                |                |                |                |                |                |                  |

## 観光
自然が豊富で、クイアバからアクセスができるパンタナール自然保護区では、トレッキングやスカイダイビング、釣り、また熱気球に乗ることも出来る。

## 交通
マレシャウ・ロンドン空港に、LATAM ブラジルやゴル航空などが、サンパウロやリオ・デ・ジャネイロ、ブラジリアやマナウスなどの主要都市から乗り入れている。また国内主要都市から長距離バスが乗り入れている。

## 姉妹都市
- アリカ、チリ
- トリノ、イタリア

- イキケ、チリ
- 麗水市、中国
- ペドロ・フアン・カバリェロ市、パラグアイ
- ズリーン、チェコ
- デンバー、アメリカ合衆国

## 出身者
- ジョベルト・アラウジョ・マルチンス - サッカー選手
- パウロ・アントニオ・デ・オリベイラ - サッカー選手
- ジェイウソン・デ・カルバーリョ・ソアレス - サッカー選手
- マルコス・アウレリオ・ジ・オリヴェイラ・リマ - サッカー選手
- ウーゴ・ダ・シウヴァ・アウカンタラ - サッカー選手
- エジバウド・ロハス・エルモーサ - サッカー選手
- ブレンネル・ソウザ・ダ・シウヴァ - サッカー選手
- ナタナエウ・バチスタ・ピメンタ - サッカー選手